# Andreu Muntaner Vanrell
Andreu Muntaner Vanrell (Palma, 1907-?). Advocat i escriptor. Es va llicenciar en dret (1930) i en filosofia i lletres (1933) a la Universitat de Saragossa. Exercí d'advocat fins a la seva jubilació. Va escriure Perspectivas de Historia de la Literatura (1945) i altres obres inèdites, com un llibre de memòries, Los maravillosos veranos de Portopí i un recull de contes, Relatos breves.